# 迪维永
迪维永（法語：Divion，法語發音：[divjɔ̃]）是法国上法兰西大区加来海峡省的一个市镇，属于贝蒂讷区。

## 地理
迪维永（50°28'20"N, 2°30'5"E）面积10.96 平方千米，位于法国上法蘭西大區加来海峡省，该省份为法国北部沿海省份，西北濒北海，南至索姆省，东临北部省。
与迪维永接壤的市镇（或旧市镇、城区）包括：布律埃-拉比西耶尔、乌尔通、伯然、卡洛讷-里库阿尔、康布兰沙特兰、乌丹。

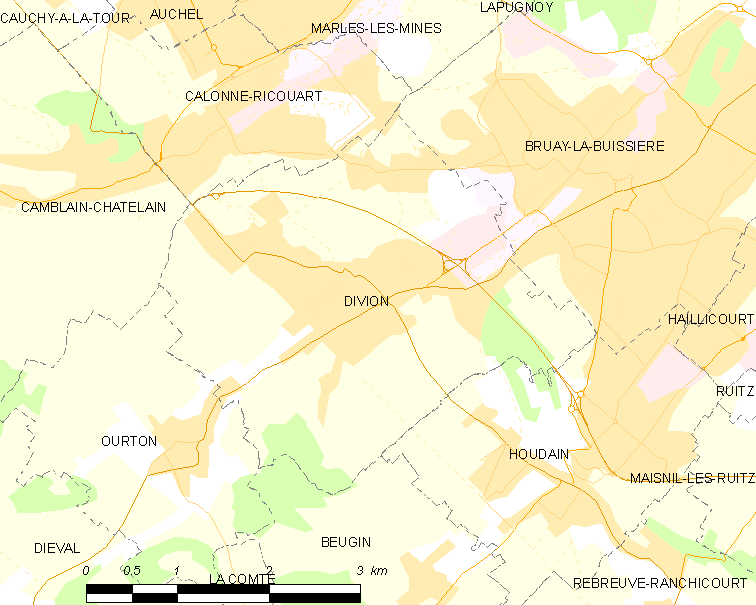
迪维永的OSM定位图

迪维永的时区为UTC+01:00、UTC+02:00（夏令时）。

## 行政
迪维永的邮政编码为62460，INSEE市镇编码为62270。

## 政治
迪维永所属的省级选区为欧谢勒县。

## 人口

1962-2008年间迪维永人口变化图示

迪维永于2022年1月1日时的人口数量为6830人。